# Gobierno del Sur de Rusia
El gobierno del sur de Rusia fue el gobierno blanco que reemplazó al gobierno bajo el comandante en jefe de las Fuerzas Armadas del Sur de Rusia de 1920.

## Historia
El gobierno fue creado por el Comandante en Jefe de las Fuerzas Armadas del Sur de Rusia Denikin en las condiciones de las derrotas militares de las Fuerzas Armadas del Sur de Rusia.
La misma formación de este gobierno se convirtió en una señal de que el comando militar del sur de Rusia revisó su actitud hacia la estructura del poder civil en los territorios controlados con el objetivo de alejarse de la primacía de una dictadura militar unipersonal para realizar un diálogo y la cooperación con la sociedad civil, que se veía como la única forma de rectificar la situación catastrófica que se había presentado.
Para fortalecer el frente antibolchevique unido, el Comandante en Jefe de las Fuerzas Armadas del Sur de Rusia concluyó un acuerdo con los gobiernos aliados de Don Oblast, Kuban y Terek, que prevé la subordinación operativa de las tropas. de estas formaciones estatales cosacas a él y la participación de sus representantes en la creación de un gobierno común en el sur de Rusia. El 16 de marzo de 1920, los Kubans intentaron cancelar este acuerdo a través del Círculo Militar Supremo, pero los gobiernos de Terek y Don protestaron por esta decisión.

## Composición
- Presidente del Consejo de Ministros - Melnikov;
- Ministro de Guerra y Asuntos Navales - Kelchevski;
- Ministro de Relaciones Exteriores - Baratov;
- Ministro de Justicia Kraspov;
- Ministro de Ordenación Territorial y Agricultura --Ageev;
- Ministro de Hacienda - Bernacki ;
- Ministro de Comunicaciones -  Zverev ;
- Ministro de Comercio e Industria - Leontovich ;
- Ministro de Educación Pública -  Sushkov ;
- Ministro de Salud y Caridad - Dolgopolov ;
- Ministro de Alimentación - shuplyak ;
- Miembro del Consejo de Ministros - Chaikovski

## Actividad
En la Declaración emitida por el Gobierno - "La Constitución del Sur de Rusia" - el general A. I. Denikin fue declarado jefe del nuevo gobierno. Dado que la situación militar durante el mes de marzo de 1920 siguió empeorando descontroladamente, y el Gobierno en realidad no comenzó a cumplir con sus deberes. El 27 de marzo de 1920, Denikin se vio obligado a evacuar Novorossiysk hacia Crimea. Sin embargo, la descuidada retirada desacreditó a Denikin y renunció, sucedido por el general Piotr Wrangel, quien fue elegido nuevo Comandante en Jefe del Ejército Blanco por consejo militar. El gobierno del sur de Rusia se disolvió el 30 de marzo en Feodosia y Wrangel estableció un nuevo Gobierno del Sur de Rusia en Sebastopol el 5 de abril de 1920. En octubre de 1920 el Ejército Rojo desató una ofensiva y el 11 de noviembre los soviéticos lograron penetrar en Crimea. Entre el 13 y el 16 de noviembre, Wrangel y 146.000 seguidores se exiliaron a bordo de 126 barcos rusos, británicos y franceses, que partieron rumbo a Estambul.